# Goeldia
Goeldi là một chi nhện trong họ Titanoecidae.

## Các loài
- Goeldia arnozoi (Mello-Leitão, 1924) (Brazil)
- Goeldia chinipensis Leech, 1972 (Mexico)
- Goeldia luteipes (Keyserling, 1891) (Brazil, Argentina)
- Goeldia mexicana (O. P.-Cambridge, 1896) (Mexico)
- Goeldia nigra (Mello-Leitão, 1917) (Brazil)
- Goeldia obscura (Keyserling, 1878) (Colombia, Peru)
- Goeldia patellaris (Simon, 1892) (Venezuela to Chile)
- Goeldia tizamina (Chamberlin & Ivie, 1938) (Mexico)
- Goeldia zyngierae (Almeida-Silva, Brescovit & Dias, 2009) (Brazil)